# Antero de Andrade Botelho
Antero de Andrade Botelho (Lavras, 23 de abril de 1873 — ?, 7 de maio de 1939) foi um político brasileiro. Exerceu o mandato de deputado federal constituinte por Minas Gerais em 1934.